# Open Sound System
Das Open Sound System (OSS) ist ein portables Treibersystem für Soundkarten für verschiedene Unix-artige Systeme, wo es sich als Quasistandard etabliert hat. Es wurde ursprünglich für Linux entwickelt und war bis zum Kernel der 2.4er-Reihe der Standard, wurde jedoch im Entwicklerkernel 2.5 und schließlich mit Kernel 2.6 von ALSA abgelöst.

## Geschichte
Das Open Sound System wurde 1992 von Hannu Savolainen initiiert und war freie Software. Als Savolainen den zunehmenden Erfolg des Projekts erkannte, machte er die Verbesserungen proprietär und gründete das Unternehmen 4Front Technologies, in dessen Rahmen er es weiterentwickelt und vermarktet. Dieses Unternehmen verkauft auch proprietäre Versionen des Open Sound Systems für UNIX-Derivate (z. B. Solaris, FreeBSD) und auch für Linux.
Am 14. Juni 2007 wurde OSS unter freie Lizenzen, GPL für Linux und BSD-Betriebssysteme sowie die CDDL für Solaris, gestellt. Durch die Öffnung des Projekts konnten zwar neue Entwickler gewonnen werden, aber die Einnahmen der Firma sanken durch fehlende Lizenzverkäufe. Seit 4. Januar 2008 steht es, zusätzlich zur GPL und CDDL, für FreeBSD und andere BSD-Betriebssysteme zusätzlich unter der 2-Klausel-BSD-Lizenz.

### Linux
Das Open Sound System ist immer noch Bestandteil des Linux-Kernel. Diese als OSS/Free bezeichnete Variante hat jedoch nicht Unterstützung für alle Soundkarten. Als OSS/Linux gibt es eine proprietäre Version für Linux mit zusätzlichen Treibern für weitere Soundkarten sowie Unterstützung (englisch Support) seitens 4Front Technologies.
Seit Kernel 2.6 wird die Advanced Linux Sound Architecture, kurz ALSA, als Standard genutzt und OSS ist als „deprecated“ (veraltet) gekennzeichnet. OSS-Programme können über eine Emulation auch mit ALSA noch verwendet werden. 

### Unix
Kommerziellen UNIX-Betriebssystemen fehlte bis in die 1990er Jahre traditionell Sound-Unterstützung. Von Linux aus wurde OSS zum De-facto-Standard auf vielen Unix-Systemen, etwa FreeBSD.

## Funktionen
Ab Version 4.0 besitzt OSS eine ALSA-Unterstützung und auch die Solaris Audio Device Architecture wird emuliert. Intern rechnet das System mit 64-Bit.